# عبد القدير علاء الدين شاه
السلطان عبد القدير علاء الدين شاه بن السلطان زين العابدين شاه (توفي 1590) هو السلطان العاشر لفهغ، حكم من 1560 إلى 1590. يُعرف باسم راجا قدير، وهو الابن الأصغر لسلطان فهغ السابع زين العابدين شاه نت زوجته الثانية تون كامالا. رباه أخيه غير الشقيق منصور شاه الثاني، وخلفه بعد وفاته عام 1560. وقد خلفه ابنه الوحيد راجا أحمد.